# Three Sixty
Three Sixty es el primer álbum de grandes éxitos de la banda estadounidense A Perfect Circle lanzado el 19 de noviembre de 2013. El conjunto compila canciones de álbumes anteriores de la banda e incluye una nueva canción, "By and Down". El álbum también fue lanzado en una edición de lujo (con tapa azul oscuro en lugar de blanco) que incluye canciones de estudio adicionales del catálogo posterior de la banda y pistas en vivo de 2011 presentadas en la caja de edición limitada A Perfect Circle Live: Featuring Stone and Echo.

## Grabación
En el lanzamiento estándar, todas las canciones fueron previamente lanzadas por A Perfect Circle, excepto "By and Down", que debutaron en concierto en el verano de 2011. Las canciones del álbum están organizadas cronológicamente al grabar en el estándar y la edición extendida de lujo. 
Las pistas en vivo de la edición de lujo se grabaron en Morrison, Colorado, en el Anfiteatro Red Rocks en una serie de conciertos de 2011. La totalidad de esos tres conciertos está disponible en el recuadro de A Perfect Circle Live: Featuring Stone and Echo.

## Crítica
El álbum ha sido elogiado críticamente como una fuerte colección de canciones destacadas de la banda. Allmusic describió el álbum como "un recorrido por los momentos más brillantes de la banda" que quita "su catálogo de versiones anteriores a sus canciones más esenciales".
New Noise Magazine escribió que "si ya tiene todos los álbumes de la banda, entonces realmente no necesita este, pero ciertamente no diré que no fue una gran idea sacar este material a personas que aún no han podido escucharlo, o incluso sabían que existía".

## Lista de canciones
Todas las canciones escritas y compuestas por A Perfect Circle. 
| N.º | Título                                                               | Duración |  |
| 1.  | «The Hollow»                                                         | 2:58     |  |
| 2.  | «Judith»                                                             | 4:04     |  |
| 3.  | «Orestes»                                                            | 4:45     |  |
| 4.  | «3 Libras»                                                           | 3:35     |  |
| 5.  | «Weak and Powerless»                                                 | 3:11     |  |
| 6.  | «The Noose»                                                          | 4:54     |  |
| 7.  | «The Outsider»                                                       | 4:06     |  |
| 8.  | «Blue»                                                               | 4:09     |  |
| 9.  | «When the Levee Breaks» (Cover de Memphis Minnie & Kansas Joe McCoy) | 5:54     |  |
| 10. | «Imagine» (Cover de John Lennon)                                     | 4:47     |  |
| 11. | «Counting Bodies Like Sheep to the Rhythm of the War Drums»          | 5:59     |  |
| 12. | «Passive»                                                            | 4:10     |  |
| 13. | «By and Down»                                                        | 5:33     |  |

## Personal
- Matt D'amico - A & R
- Josh Eustis - mezcla de audio
- Tim Alexander - batería
- Josh Freese - batería
- Jeff Friedl - batería
- Steven R. Gilmore - dirección de arte
- Michele Horie - gerente de producción
- Billy Howerdel - arreglador , ilustraciones, ingeniero , guitarra, teclados, mezcla , productor , voces de fondo
- James Iha - guitarra
- Maynard James Keenan - arreglista, obra de arte, productor, voz
- Paz Lenchantin - cuerdas, violín
- Danny Lohner - bajo, ingeniero, guitarra, teclados, mezcla, productor
- Matt McJunkins - bajo
- Troy Van Leeuwen - guitarra
- Jeordie White - bajo guitarra
- Susan Lavoi - dirección de arte
- Bob Ludwig - masterización
- Alan Moulder - mezclador
- Andy Wallace - mezclador